# Ириарт, Лусия

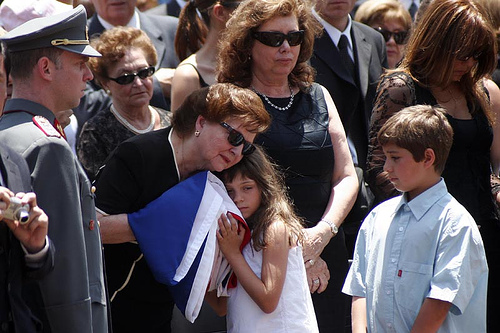
Лусия Ириарт Родригес и члены её семьи на похоронах Аугусто Пиночета 12 декабря 2006 года

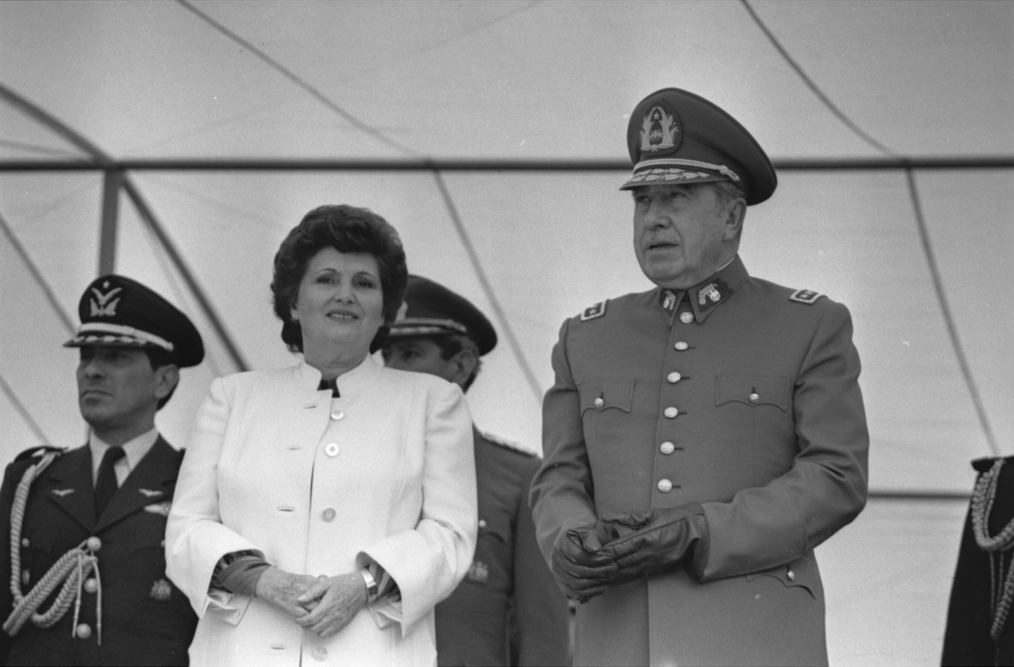
Лусия Ириарт и Аугусто Пиночет

Мария Лусия Ириарт Родригес (исп. María Lucía Hiriart Rodríguez; 10 декабря 1923, Антофагаста, Чили — 16 декабря 2021, Сантьяго, Чили) — первая леди Чили с 1974 по 1990 год в качестве супруги президента страны Аугусто Пиночета.

## Биография
Лусия Ириарт родилась 10 декабря 1923 года в Антофагасте в семье Освальдо Ириарта Корвалана, адвокат, бывшего сенатора Радикальной партии и бывшего министра внутренних дел при президенте Хуане Антонио Риосе, и Лусии Родригес Ауды де Ириарта, имевшей французское происхождение. Она является прямым потомком французского политического деятеля Доминика Жозефа Гары.

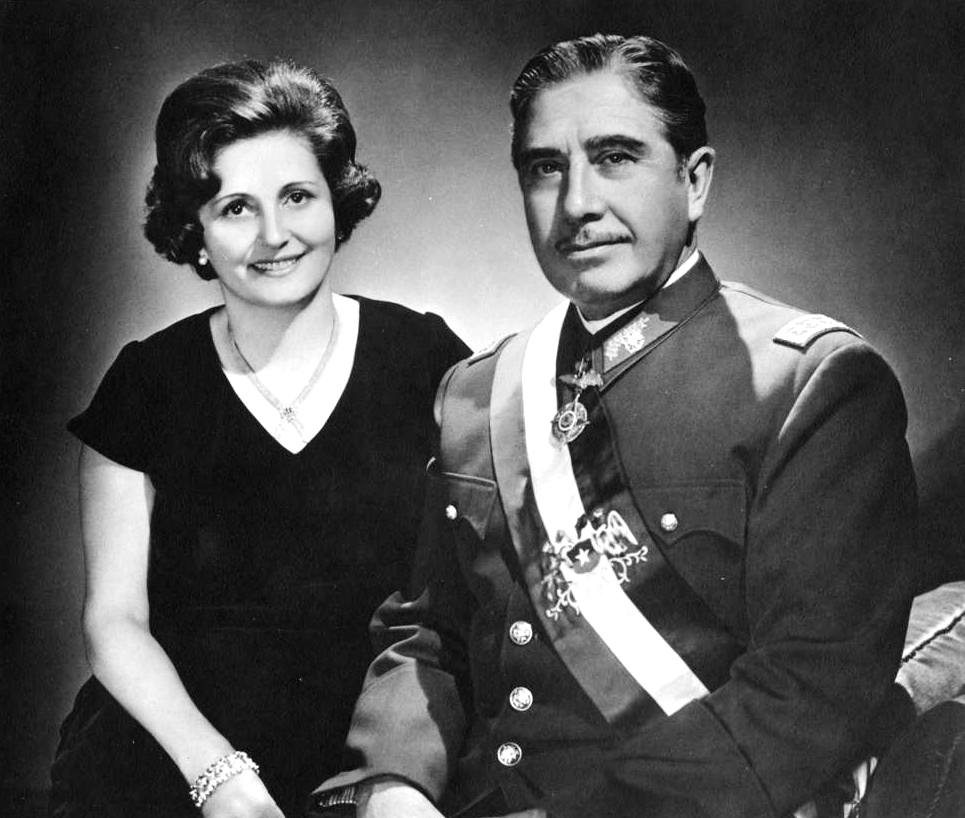
Аугусто Пиночет и его жена Лусия Ириарт Родригес, 1974 год

В сентябре 1941 года Ириарт познакомилась с тогдашним младшим лейтенантом Аугусто Пиночетом, с которым у неё завязались отношения. 11 апреля 1942 года Пиночет попросил её руки. Отец Лусии не приветствовал их брак из-за невысокого положения жениха. Несмотря на это, они поженились в январе 1943 года. Некоторое время пара проживала за пределами Чили — в эквадорском Кито вместе со своими тремя старшими детьми, где Пиночет вошёл в число основателей эквадорской Военной академии, что позволяло Лусии вращаться в дипломатических кругах и эквадорском высшем обществе.
Известная как сильная и властная женщина, доверенное лицо и правая рука своего мужа, Ириарт была, по словам самого Пиночета, одним из немногих людей, которые оказали наибольшее влияние на его решение организовать государственный переворот против президента Сальвадора Альенде 11 сентября 1973 года. В течение 17 лет диктатуры Пиночета Ириарт играла важную роль в политике, будучи ближайшим советником своего супруга.
В 2005 году на Ириарт подала в суд Внутренняя налоговая служба Чили (исп. Servicio de Impuestos Interno) за уклонение от уплаты налогов на общую сумму $2,35 млн и была арестована вместе со своим сыном Марко Антонио несколько месяцев спустя. В октябре 2007 года Ириарт была вновь арестована в рамках дела банка «Riggs» вместе с пятью детьми Пиночета и 17 другими лицами (включая двух генералов, одного его бывшего адвоката и его бывшего секретаря) по обвинению в растрате и использовании фальшивых паспортов. Их обвинили в незаконном переводе $27 млн на счета иностранных банков во время правления Пиночета.
В августе 2016 года Ириарт обвинили в использовании средств её неправительственной организации CEMA Chile. Во время пребывания Пиночета под домашним арестом в Лондоне были осуществлены два отдельных перевода из Чили на её личный счёт — в 1998 и 1999 годах. Каждый перевод составлял 50 000 долларов. По словам её обвинителей, эти деньги были использованы для оплаты расходов Пиночета на проживание. На Ириарт подали в суд два чилийских депутата из Коммунистической партии Чили — Уго Гутьеррес и Кароль Кариола, обвинив её в нецелевом использовании государственных активов, принадлежавших CEMA Chile, за незаконное присвоение государственных активов, налоговое мошенничество и растрату.
Лусия Ириарт скончалась 16 декабря 2021.
В браке с Пиночетом Лусия Ириарт родила пятерых детей: трёх дочерей (Инес Лусия, Мария Вероника, Жаклин Мари) и двоих сыновей (Аугусто Освальдо и Марко Антонио).